# توماس رايت
توماس رايت (بالإنجليزية: Thomas Wright)‏ (و. 1711 – 1786 م) هو عالم فلك، ورياضياتي، ومهندس معماري من المملكة المتحدة.
توفي عن عمر يناهز 75 عاماً.

## أعمال بارزة
من أهم أعماله:
- An Original Theory or New Hypothesis of the Universe.